# Parque de Aranjuez (Bolivia)
El Parque Nacional Aranjuez, oficialmente Área Protegida Municipal Parque Aranjuez, es un área protegida de Bolivia, ubicada en el macrodistrito Mallasa del municipio de La Paz, en la provincia de Murillo del departamento de La Paz al oeste , .
El Gobierno Autónomo Municipal es responsable de esta área protegida. Está a una altitud de 3.180 m s. n. m. – 3.410 m s. n. m., y cuenta con una superficie de 30,65 hectáreas. Pertenece a la ecorregión de valles secos.

## Nivel de Protección
El área protegida tiene la siguiente base legal:
- Ley Nacional Nº 2305/2001.
- Resolución Prefectural Nº 372/1999.
- Ordenanza Municipal Nº 259/2015 (elevada a rango de Ley Municipal Autonómica mediante LMA Nº 238/2017)
- Ordenanza Municipal N°147/2000 HAM – HCM 117/2000.
- Ordenanza Municipal Nº 81/1998
- Ordenanza Municipal Nº 135/1994 HAM – HCM 136/94. Base legal Categoría propuesta Objetivos de creación 4[1]

## Fauna
Entre su fauna se registra:
- Águila imperial ibérica es un ave en peligro de extinción.
- Sapillo moteado es un anfibio vulnerable.
- Mariposa Apolo está en peligro de extinción.
- Buitre negro está en peligro de extinción.[2]

## Flora
Con una flora que consiste de:
- Algarrobo
- Ceiba
- Ceiba bruja
- Eucalipto

## Amenazas
Sus tipos de amenazas son:
- Avasallamiento
- Incendios
- Residuos sólidos
- Terreno inestable